# 小玲珑山馆
小玲珑山馆又名街南书屋，是清代扬州的一座园林，位于东关街南侧，为马氏兄弟招待文人、举办文化活动的场所。 “扬州诗文之会，以马氏小玲珑山馆、程氏筱园及郑氏休园为最盛。”
马曰琯（字秋玉，号懈谷，1688-1755)、马曰璐（字佩兮．号半槎）兄弟，为著名徽商兼藏书家和诗人，祖籍徽州府祁门县，在扬州经营盐业而成巨富。二马酷爱藏书，不惜千金，丛书楼藏书十万多册，“甲大江南北”；又喜广交文友，招徕文士名士，如厉鹗、全祖望、陈章、陈撰、金农等吟咏切磋。
根据马曰璐的《小玲珑山馆图记》，马氏兄弟在居所对面的闹市东关街街南觅得隙地废园，建造别墅，作为款待宾客的场所。历时三年建成，园内包括十二景，包括看山楼、丛书楼、透风披襟轩、透月把酒轩、红药阶、浇药井、梅寮、清响阁、藤花庵、七峰草亭、觅句廊、玲珑石等，并作诗《街南书屋十二咏》。山馆以玲珑石而得名。
扬州盐运衰败后，小玲珑山馆曾几经转手，于太平天国时毁于兵火。21世纪初扬州市政府复建了小玲珑山馆。